# تيري سكوت (منافس ألعاب قوى)
تيري سكوت (بالإنجليزية: Terry Scott)‏ هو منافس ألعاب قوى أمريكي، ولد في 23 يونيو 1964.

## وصلات خارجية
- تيري سكوت على موقع الاتحاد الدولي لألعاب القوى (الإنجليزية)